# Francia Márquez
Francia Elena Márquez Mina, també coneguda com a Francia Márquez, (Suárez, departament del Cauca, Colòmbia, 1 de desembre de 1982) és una política i activista afrocolombiana, defensora dels drets humans i ambientals.
Va ser guardonada amb el Premi Mediambiental Goldman el 2018 per la seva tasca a l'hora d'aturar la mineria il·legal d'or a la comunitat de La Toma i organitzar una marxa de protesta de 80 dones que van recórrer més de 560 km. (350 milles) cap a Bogotà, la capital, per exigir l'eliminació de tot equipament miner il·legal a la seva comunitat.
El 19 de juny de 2022 es proclamava vicepresidenta electa de Colòmbia.

## Trajectòria
Márquez va néixer l'any 1982 a la vereda Yolombó, que forma part del municipi de Suárez, al nord del departament del Cauca, situada en territori ancestral de la comunitat afrodescendent. És filla de Gloria María Mina López i d'Alfredo Márquez Trujillo. Poc després de quedar embarassada del seu primer fill, va treballar a les mines d'or del departament del Cauca, al sud-occident del país, i després va treballar com a treballadora domèstica interna. És mare soltera de dos fills.
L'any 2014 va participar en la «Marxa dels turbants» per tal d'exigir el final de la mineria il·legal i l'ocupació de terres. A les acaballes d'aquell mateix any va ser forçada a desplaçar-se del seu poble d'origen per amenaces que va rebre després de liderar iniciatives de lluita conta la mineria il·legal al territori. En la seva condició de desplaçada va ser invitada a viatjar a Cuba per a desenvolupar activitats amb les delegacions del govern i les Forces Armades Revolucionàries de Colòmbia (FARC), en el marc del procés de pau colombià.
El juliol de 2015 va participar en una assemblea permanent organitzada per l'associació de Consells Comunitaris del Nord del Cauca, duta a terme sobre la carretera Panamericana, amb l'objectiu d'exigir al govern colombià garanties de protecció als líders del nord del Cauca, en particular després de rebre constants amenaces de mort. Així mateix, es va demanar el compliment dels acords anteriorment pactats entre el govern de la república i les comunitats negres de la regió. Dos mesos després, al setembre de 2015, l'organització sueca Diakonia li va atorgar el Premi Nacional a la Defensa dels Drets Humans a Colòmbia, en la categoria de Defensora de l'any. Des de 2017 forma part del Consell Nacional de Pau i Convivència, creada per decret durant el mes de maig, com a instància pel seguiment del compliment dels acords de pau.
El 2018 va ser candidata al Congrés de Colòmbia pel Consell Comunitari del riu Yurumanguí (CCY), en aliança amb el candidat presidencial Gustavo Petro. El 4 de maig de 2019 va ser víctima, juntament amb altres activistes, d'un atemptat al Cauca perpetrat amb armes de foc i granades, que va deixar dos ferits. El 2020 es va graduar com a advocada per la Universitat Santiago de Cali.

## Vicepresidenta de Col̟ombia
El 25 d'agost de 2020 va anunciar que tenia intenció de concórrer a les properes eleccions presidencials de Colòmbia, previstes per a 2022. Sobre la participació en els comicis va manifestar: «Jo crec que m'ha portat a prendre aquesta decisió veure cada dia assassinar líders socials». El mes de març de 2022 es va presentar a les primàries i va ser la tercera candidata més votada de les primàries de totes les coalicions, amb gairebé 800.000 vots. Així, doncs, va ser candidata a la vicepresidència amb Gustavo Petro, amb la coalició Pacto Histórico. Van guanyar les eleccions el 19 de juny de 2022, amb més d'11,2 milions de vots.

## Condecoracions
- Premi Nacional a la Defensa dels Drets Humans a Colòmbia - categoria «Defensora de l'any» (2015)[24][25]
- Premi Mediambiental Goldman (2018)[26][27]